# شعب البيكولانو

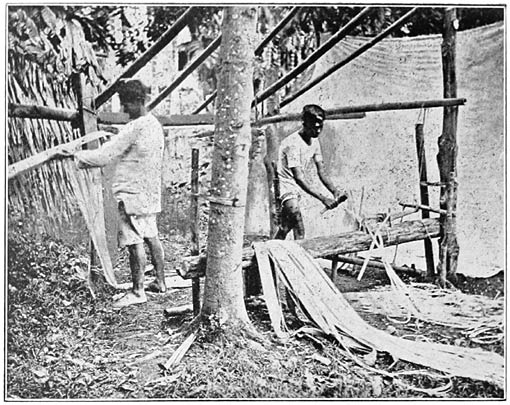

شعب البيكولانو هم رابع أكبر مجموعة لغوية عرقية في الفلبين. عادة ما يشار إلى منطقتهم الأصلية باسم بيكولانديا، التي تضم شبه جزيرة بيكول بأكملها والجزر الصغيرة المجاورة، تقع جميعها في الجزء الجنوبي الشرقي من لوزون.
شعب البيكولانو زراعي وريفي بشكل كبير، إذ ينتجون الأرز وجوز الهند والقنب. يعتنق جميعهم تقريبًا المسيحية، غالبيتهم من الروم الكاثوليك، ولكن مع بعض الأقليات البروتستانتية. ترتبط لغتهم، التي هي في الواقع تشكيلة من اللغات القريبة ذات الصلة، ارتباطًا وثيقا بلغات أخرى في وسط الفلبين، وتنتمي جميعها إلى فصيلة اللغات العليا الأسترونيزية (خصوصًا اللغات الملايو بولينيزية).

## التاريخ
وفقاً لملحمة شعبية بعنوان إيبالونج، أُطلق على أهل المنطقة في السابق اسم إيبالونج أو إيبلنونج، وهو الاسم الذي يعتقد اشتقاقه من «غات إيبال» الذي حكم ساوانغان (مدينة ليجازبي اليوم) في العصور القديمة. كانت إيبالونغ تعني «شعب إيبال»؛ في نهاية المطاف، اختُصر الاسم إلى إيبالون. كانت كلمة «بيكول»، التي حلت محل إيبالون، هي كلمة «بيكود» في الأصل (تعني «التخبط»)، وهي كلمة يفترض أنها وصفت النهر الرئيسي لتلك المنطقة.
تكشف الحفريات الأثرية التي يرجع تاريخها إلى العصر الحجرى الحديث، والنتائج العَرَضية الناجمة عن صناعة التعدين وبناء الطرق ومشاريع السكك الحديدية في المنطقة، أن البر الرئيسي لبيكول مستودع غني لآثار السيراميك. تشير الموجودات في كهوف الدفن أيضًا إلى الممارسة قبل الهسبانية لجرار الدفن.
نتج التأثير الإسباني في بيكول أساسًا عن جهود البعثات الأوغسطينية والإسبانية الفرنسيسية. من خلال الفرنسيسكان، بدأ الاحتفال السنوي بالعيد السنوي لعذراء بينيافرانسيا، راعية بيكولانديا. طلب الأب ميغيل روبلز من فنان محلي أن ينحت نسخة طبق الأصل من تمثال العذراء في سالامانكا؛ يُحتفل اليوم بالتمثال من خلال استعراض سنوي نهري في مدينة ناجا.
شارك البيكولانيون بشكل بارز في المقاومة الوطنية للاحتلال الأمريكي والياباني من خلال زعيمين شهيرين رفعوا سلاحهم في وجه عدوهم: سيمون أولا والحاكم وينسيلاو كيو. فينزونس. تاريخيًا، كان شعب بيكولانو الأكثر تمردًا ضد الاحتلال الأجنبي.

## المنطقة
يعيش بيكولانوس في منطقة بيكول التي تحتل الجزء الجنوبي الشرقي من لوزون، التي تضم الآن مقاطعات ألباي وكامارينز نورتي وكامارينز سور وكاتاندوانه وسوروسوغون، فضلًا عن ماسبات (رغم أن غالبية سكان ماسبات هم مجموعة فرعية من البيسانيين). يعيش العديد من شعب البيكولانو في البلدات الجنوبية الشرقية في مقاطعة كالابارزون في كويزون.

## التركيبة السكانية
يبلغ عدد شعب البيكولانو نحو 5.900.700 نسمة. ينحدرون من شعوب أسترونية جاءت من تايوان خلال العصر الحديدي. يوجد لدى العديد من شعب البيكولانو خليط من الهان الصينية والاسبانية. يملك معظم السكان أثرًا بسيطًا لكل تراث، بينما يشار إلى لغتهم باسم بيكول/بيكولانو. لغة البيكولانو مجزأة جدًا، ولهجاتها غير مفهومة تقريبًا لدى متحدثي لهجات البيكولانو الأخرى. معظم شعب البيكولانو هم من الروم الكاثوليك، ويُحتفل بالقُداس الكاثوليكي يوميًا في العديد من كنائس منطقة بيكول.

## الثقافة والأعراف

### المطبخ
يُلاحظ في المطبخ البيكولاني الاستخدام البارز للفلفل الحار والغاتا (حليب جوز الهند) في الطعام. من الأمثلة الكلاسيكية على ذلك طبق «غولاي نا لادا»، المعروف خارج المنطفة باسم «بيكول إكسبرس»، وهو طبق محبوب جدًا باستخدام «سيلينغ لوبيو» (فلفل حار صغير أصيل) والغاتا المذكورة أعلاه. تتميز الوجبات عادة بوفرة النشويات، كما تطبخ أصناف الخضار والأسماك واللحوم بطرق مختلفة. يطبخ البيكولانيون دائمًا معظم خضراواتهم في حليب جوز الهند؛ ولوصفات اللحوم مثل بوشيرو، وأدوبو، وتابا. طبق اللحم المميز هو الدينوغوان. الأسماك التي تستخدم على نحوٍ شائع هي سمك الإسقمري والأنشوفة؛ في بحيرة بوهي؛ تكون أسماك سنارابان أو تابيوس (المعروفة بأصغر سمكة في العالم) شائعة.